# Леслі Еверетт Бейнс
Леслі Еверетт Бейнс (англ. Leslie Everett Baynes; 23 березня 1902, Барнс (Лондон), Суррей, Англія — 13 березня 1989, Суонідж, Дорсет, Англія) — англійський авіаційний інженер. Батько популярної англійської актриси Гетті Бейнс.
Відзначився розробкою експериментального планера Baynes Bat для транспортування танків, планерів зі змінною стріловидністю крила.